# スペシャルEFX
スペシャルEFX（スペシャル・イーエフエックス、Special EFX）は、ギタリストのキエリ・ミヌッチとパーカッショニストのジョージ・ジンダによる、スムーズジャズのユニット/グループ。ジンダの死去により、ミヌッチのソロ・プロジェクトに移行して活動を行った。

## バイオグラフィ
イタリア系アメリカ人でニューヨーク出身のギタリストのキエリ・ミヌッチと、ハンガリー出身のパーカッショニストのジョージ・ジンダにより1982年に結成。翌年にオランダのレーベルよりSpecial Delivery名義でアルバム『One』（ジャケットには「スペッシャル デイリバリイ」と日本語の片仮名がデザイン的に使用されている）を発表し、デビューする。このアルバムが、後にスペシャルEFXのファースト・アルバムとしてセルフタイトルでGRPレコードより再発された。間もなくGRPに移籍し、フュージョンのスターダムに名乗りを上げる。ミヌッチによる清涼感のあるメロディに、ジンダのファンタスティックに彩るリズムが好評であった。
日本のレーベルJVC（ビクターエンタテインメント）に移り、1993年に『ニュー・ビギニングス』を発表。1990年代にはキエリはソロ活動もするようになるが、1996年発表の『ヒア・トゥ・ステイ』よりジンダの一人プロジェクトとなる。しかし、彼が1996年12月にてんかん性の神経障害を患い、病院での生活を余儀なくされる。彼はパーカッショニストとしての活動ができなくなり、ミヌッチが復帰し引き継ぐこととなる。1999年に『Masterpiece』発表、ジンダはエグゼクティヴ・プロデューサーとしてクレジットされた。なお、このアルバムよりシャナキー・レコードに移籍。
しかし2001年に彼は死去し、EFXは事実上のミヌッチの一人プロジェクトとなる。2000年代もソロ活動も引き続きしているが、2007年発表のアルバム『Sweet Surrender』より「Chieli Minucci & Special EFX」名義となる。2010年には『Without You』をレーベルを通さず、自主制作している。

## ディスコグラフィ

### アルバム
- 『スペシャルEFX』 - Special EFX (1984年、GRP)
- 『モダン・マナーズ』 - Modern manners (1985年、GRP)
- 『スライス・オブ・ライフ』 - Slice of life (1986年、GRP)
- 『ミスティーク』 - Mystique (1987年、GRP)
- 『ダブル・フィーチャー』 - Double Feature (1988年、GRP)
- 『コンフィデンシャル』 - Confidential (1989年、GRP)
- 『ジャスト・ライク・マジック』 - Just Like Magic (1991年、GRP)
- 『ピース・オブ・ザ・ワールド』 - Peace Of The World (1991年、GRP)
- 『グローバル・ヴィレッジ』 - Global Village (1992年、GRP)
- 『ニュー・ビギニングス』 - Play (1993年、JVC)
- 『キャットウォーク』 - Catwalk (1994年、JVC)
- 『ボディ・ランゲージ』 - Body Language (1995年、JVC)
- 『ヒア・トゥ・ステイ』 - Here To Stay (1997年、JVC)
- Masterpiece (1999年、Shanachie)
- 『バタフライ』 - Butterfly (2001年、Shanachie)
- Party (2003年、Shanachie)
- Sweet Surrender (2007年、Shanachie) ※Chieli Minucci & Special EFX名義
- Without You (2010年、Chieli Music) ※Chieli Minucci & Special EFX名義
- Genesis (2013年、Shanachie) ※Chieli Minucci & Special EFX名義
- Deep as the Night (2017年、Trippin 'N' Rhythm)

### DVD
- A Night with Chieli Minucci & Special EFX (2006年、Shanachie)